# Al Henry
Albert J. "Al" Henry Jr. (Memphis, Tennessee, 9 de febrero de 1949) es un exjugador de baloncesto estadounidense que jugó dos temporadas en la NBA, para hacerlo posteriormente durante siete años en la EBA. Con 2,05 metros de altura, jugaba en la posición de ala-pívot.

## Trayectoria deportiva

### Universidad
Jugó durante dos temporadas con los Badgers de la Universidad de Wisconsin-Madison, en las que promedió 11,7 puntos y 8,1 rebotes por partido.

### Profesional
Fue elegido en la decimosegunda posición del Draft de la NBA de 1970 por Philadelphia 76ers, y también por los Dallas Chaparrals de la ABA, eligiendo la primera opción. En su primera temporada con los Sixers apenas disputó 6 partidos, en los que anotó 7 puntos. Al año siguiente, a pesar de tener más minutos de juego, apenas contó para su entrenador, Jack Ramsay.
Decidió entonces continuar su carrera en la EBA, donde jugó 7 temporadas en cuatro equipos diferentes, consiguiendo el campeonato en 1977 con los Scranton Apollos y al año siguiente con los Wilkes-Barre Barons.

## Estadísticas de su carrera en la NBA

### Temporada regular
| Temporada | Edad | Equipo             | Liga | P  | TIT | MIN | TC  | TCA | %TC  | 3P | 3PA | %3P | TL  | TLA | %TL  | R.OF. | R.DEF. | REB | ASIS | ROB | TAP | PER | FP  | PTS |
| 1970-71   | 21   | Philadelphia 76ers | NBA  | 6  |     | 4.3 | 0.2 | 1.0 | .167 |    |     |     | 0.8 | 1.2 | .714 |       |        | 1.8 | 0.0  |     |     |     | 0.2 | 1.2 |
| 1971-72   | 22   | Philadelphia 76ers | NBA  | 43 |     | 9.8 | 1.6 | 3.6 | .436 |    |     |     | 1.2 | 1.7 | .699 |       |        | 3.2 | 0.2  |     |     |     | 1.0 | 4.3 |
| Total     |      |                    | NBA  | 49 |     | 9.1 | 1.4 | 3.3 | .426 |    |     |     | 1.1 | 1.6 | .700 |       |        | 3.0 | 0.2  |     |     |     | 0.9 | 4.0 |